# عملیات سیب‌زمینی
عملیات سیب‌زمینی (ایتالیایی: La carica delle patate) یک فیلم ماجراجویی کودکان به کارگردانی والتر سانتسو است که در سال ۱۹۷۹ منتشر شد.
این فیلم در جشنواره فیلم جیفونی سال ۱۹۷۹ به‌نمایش درآمد و در دههٔ ۱۳۶۰ خورشیدی از تلویزیون ایران پخش شد.

## بازیگران
- تامی پولگار
- والتر مارگاتا
- رناتو موری (صداپیشه)
- لوئیجی دکلزیا
- نیکولا دلولیو
- انتسو ورونزه
- لوچانو آنجلینی
- ساندرو مونجینی
- ساندرو اسپانیو
- مارکو واریزکو
- روبرتو ناکاری
- مارکو آردیتسون